# Grünewald (Gräfrath)
Grünewald ist eine Ortslage in der bergischen Großstadt Solingen. Der Ort wird seit dem 19. Jahrhundert durch die imposante Villa Haus Grünewald dominiert.

## Geographie
Die Ortslage Grünewald befindet sich im äußersten Norden des Solinger Stadtgebietes, unmittelbar an der Stadtgrenze des Stadtteils Gräfrath zu Wuppertal-Vohwinkel. Das Haus Grünewald sowie die angrenzenden Gebäude sind über zwei naturdenkmalgeschützte Ahorn-Alleen von der Wuppertaler Straße im Westen und der Lützowstraße im Osten zugänglich. Unmittelbar nordwestlich, bereits auf Wuppertaler Stadtgebiet, liegt die Ortslage Egidius Klusen, nordöstlich liegt Roßkamp. Östlich liegen Steinbeck und Schieten, südlich liegen ein Waldgebiet sowie die Wohnsiedlung am Abteiweg. Östlich liegen Kluse, Freudenberg und Piepersberg.

## Geschichte
Grünewald war ursprünglich ein Bauerngut nördlich der Freiheit Gräfrath, das zum Besitz des Klosters Gräfrath gehörte. Einigen Quellen zufolge kann die Ersterwähnung des Gutes auf das Jahr 1483 datiert werden. Die zu dem Gutshof gehörenden Ländereien umfassten auch den Heiligen Born, in dem die Itter entspringt.
In dem Kartenwerk Topographia Ducatus Montani von Erich Philipp Ploennies, Blatt Amt Solingen, aus dem Jahre 1715 ist der Ort hingegen nicht verzeichnet, was damit erklärt werden kann, dass er als Klosterbesitz nicht in der Karte erfasst wurde. Die Karte verzeichnet allerdings den dichten Wald südlich von Grünewald und bezeichnet diesen als Kloster-Eichen. Der Ort wurde in den Registern der Honschaft Gräfrath innerhalb des Amtes Solingen geführt. Die Topographische Aufnahme der Rheinlande von 1824 verzeichnet ihn als Grunewald, die Preußische Uraufnahme von 1843 ebenfalls als Grunewald. In der Topographischen Karte des Regierungsbezirks Düsseldorf von 1871 ist der Ort als Grünewald verzeichnet.
Nach Gründung der Mairien und späteren Bürgermeistereien Anfang des 19. Jahrhunderts gehörte Grünewald zur Bürgermeisterei Gräfrath, die 1856 das Stadtrecht erhielt. 1815/16 lebten sieben Einwohner, 1830 ebenfalls sieben Menschen im als Bauernhof und Gut kategorisierten Ort. 1832 war Grünewald weiterhin Teil der Honschaft Gräfrath innerhalb der Bürgermeisterei Gräfrath.  Der 1836 nach der Statistik und Topographie des Regierungsbezirks Düsseldorf als Ackergut kategorisierte Ort besaß ein Wohnhaus und ein landwirtschaftliches Gebäude. Zu dieser Zeit lebten sechs Einwohner im Ort, allesamt katholischen Bekenntnisses.
Nach der Säkularisation des Hofes 1803 wurde zwischen 1817 und 1824 im Ort das Haus Grünewald erbaut. Ende 1837 kaufte Louis de Leuw dieses (Gräfrath Nr. 161) samt Acker und Wald von Peter Adolf Kaiser im Auftrag seines Vaters, des Augenarztes Friedrich Hermann de Leuw, und widmete sich die folgenden zwei Jahre der Landwirtschaft. Mindestens von 1847 bis 1849 wohnte Constantin de Leuw, der vierte Sohn, mit zwei Knechten, einer Magd, zwölf Kühen, drei Rindern, zwei Pferden und zwei Schweinen, dort, wechselte nach seiner Heirat 1850 aber wieder in den Ortskern. Spätestens von 1862 bis etwa 1868 zog der erste Sohn, Friedrich August, dort ein, dessen vier Kinder auf Gut Grünewald geboren wurden.
Die Gemeinde- und Gutbezirksstatistik der Rheinprovinz führt den Ort 1871 mit einem Wohnhaus und elf Einwohnern auf. Im Gemeindelexikon für die Provinz Rheinland werden 1885 fünf Wohnhäuser mit 29 Einwohnern angegeben. 1895 besitzt der Ortsteil vier Wohnhäuser mit 29 Einwohnern, 1905 werden sechs Wohnhäuser und 34 Einwohner angegeben.
Mit der Städtevereinigung zu Groß-Solingen im Jahre 1929 wurde Grünewald ein Ortsteil Solingens.